# 1988年ソウルオリンピックのコスタリカ選手団
1988年ソウルオリンピックのコスタリカ選手団（1988ねんソウルオリンピックのコスタリカせんしゅだん）は、1988年9月17日から10月2日にかけて韓国のソウルで開催された1988年ソウルオリンピックのコスタリカ選手団、およびその競技結果。

## 概要
今大会は銀メダル1個を獲得した。
競泳女子200m自由形でシルビア・ポルが銀メダルを獲得し、コスタリカにオリンピック初メダルをもたらした。

## メダル
| メダル | 選手名         | 競技 | 種目           |
| ------ | -------------- | ---- | -------------- |
| 銀     | シルビア・ポル | 競泳 | 女子200m自由形 |